# Масьель, Леандро
Леа́ндро Масье́ль (исп. Leandro Maciel; род. 29 декабря 1995, Росарио) — аргентинский футболист, полузащитник. Ныне выступает за аргентинский клуб «Сентраль Кордова» (Сантьяго-дель-Эстеро).

## Клубная карьера
Леандро Масьель начинал всю свою профессиональную карьеру футболиста в клубе «Ланус». 23 мая 2016 года он дебютировал в аргентинской Примере, выйдя на замену в середине второго тайма домашнего матча против «Уракана». 23 мая 2017 года Масьель также впервые сыграл в Кубке Либертадорес, появившись на поле в концовке гостевой игры с уругвайским «Насьоналем».

## Достижения
«Ланус»
- Финалист Кубка Либертадорес (1): 2017